# Museu Rus
El Museu Rus (en rus Русский музей, Russki muzei), fins al 1917 anomenat Museu Rus de sa Majestat Imperial Alexandre III (Русский Музей Императора Александра III, Russki Muzei Imperàtora Aleksandra III), és un museu de Sant Petersburg dedicat íntegrament a artistes russos. Juntament amb la Galeria Tretiakov de Moscou, és el més important de la seva especialitat.
Va ser inaugurat el 13 d'abril de 1895, sota el regnat de Nicolau II, en homenatge a son pare Alexandre III. La primera col·lecció es va constituir amb una partida d'obres d'art col·leccionades per Alexandre al Palau Anítxkov, a la qual s'hi afegiren obres provinents del Museu de l'Ermitage i de l'Acadèmia Imperial de les Arts. Després de la Revolució Russa de 1917, moltes de les col·leccions privades de les famílies de la noblesa russa foren confiscades i confiades al Museu Rus, entre elles el cèlebre Quadrat negre de Kazimir Malévitx.
El museu ocupa diversos palaus reconvertits per al seu ús actual. L'edifici principal, el Palau Mikhàilovski, és situat prop de la plaça de les Arts, al cor de Sant Petersburg, no gaire lluny de l'avinguda Nevski. És l'antiga residència del gran duc Miquel de Rússia, d'estil neoclàssic, i fou construïda entre 1819 i 1825 sota projecte de l'arquitecte italià Carlo Rossi i fou la residència de la seva vídua, la gran duquessa Elena, i dels seus fills i nets amb el duc Jordi Alexandre de Mecklenburg-Strelitz (1859-1909).
Els altres edificis que depenen del museu són el Palau d'Estiu de Pere el Gran (1710-1714), el Palau de Marbre de Grigori Orlov (1768-1785), el Castell de Sant Miquel de Pau I (1797-1801) i el Palau Stróganov (1752-54) a l'avinguda Nevski.
La col·lecció inclou prop de 400.000 obres d'art: pintures, escultures i altres objectes de decoració. El més notable és una col·lecció de 6.000 icones russes, algunes del segle x, i 10.000 obres de pintors russos del segle xviii al segle xx.

## Algunes obres exposades al Museu Rus

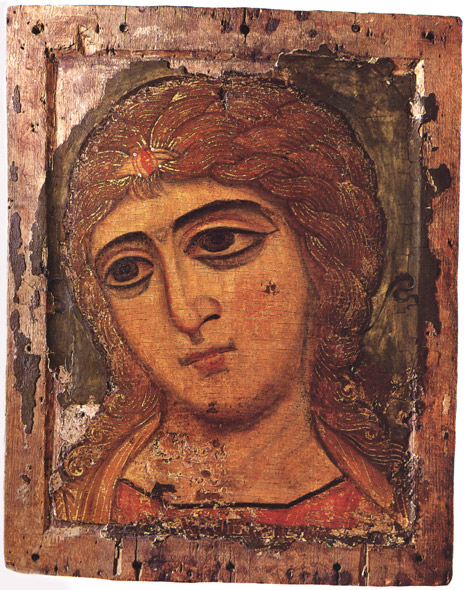
L'arcàngel Gabriel, Nóvgorod (segle xii)
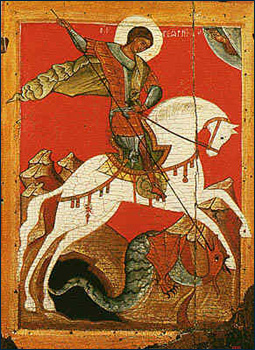
Sant Jordi i el drac, Escola de Nóvgorod (segle xv)
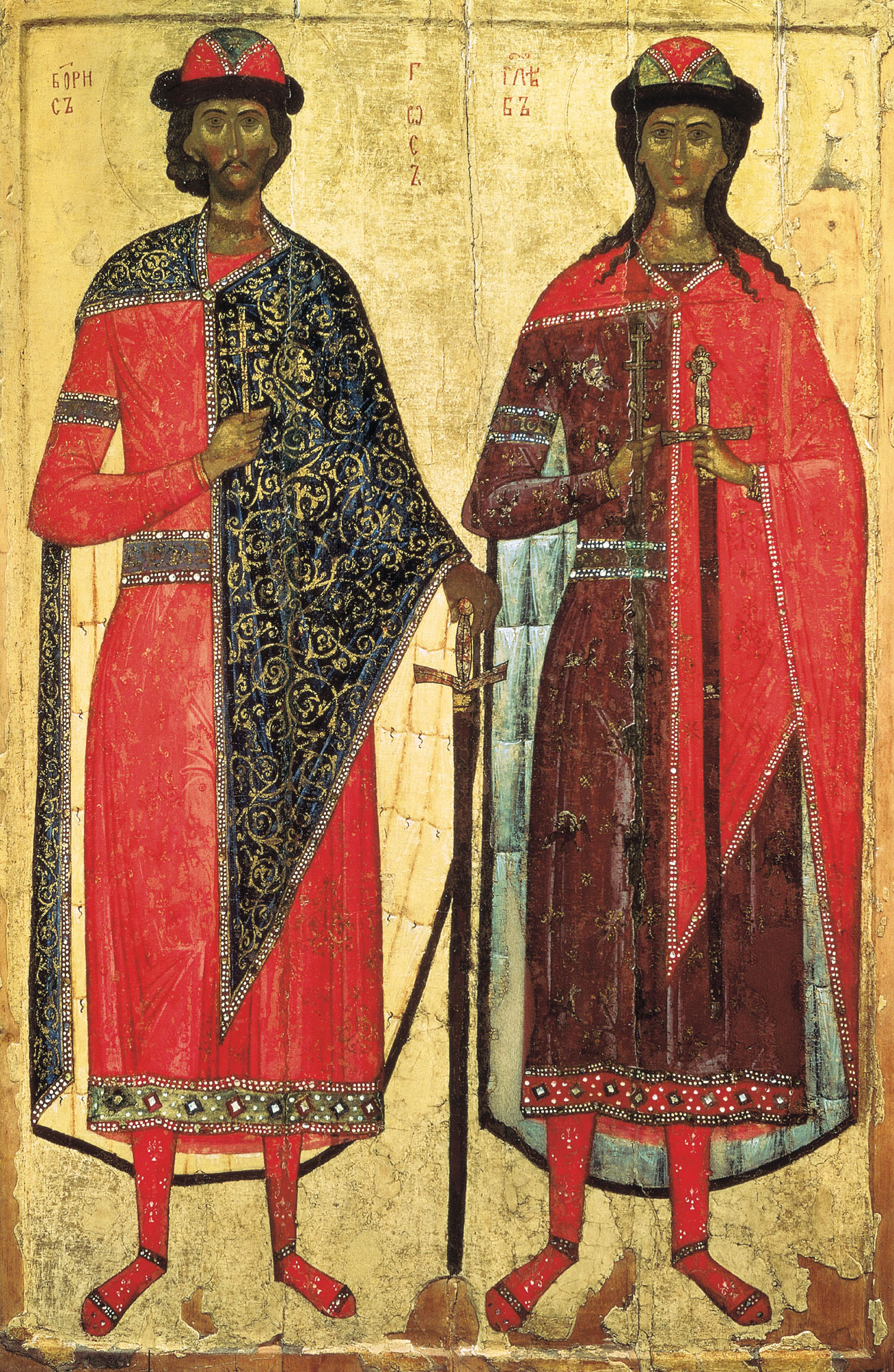
Sant Borís i Sant Gleb, Moscou (mitjan segle xiv)
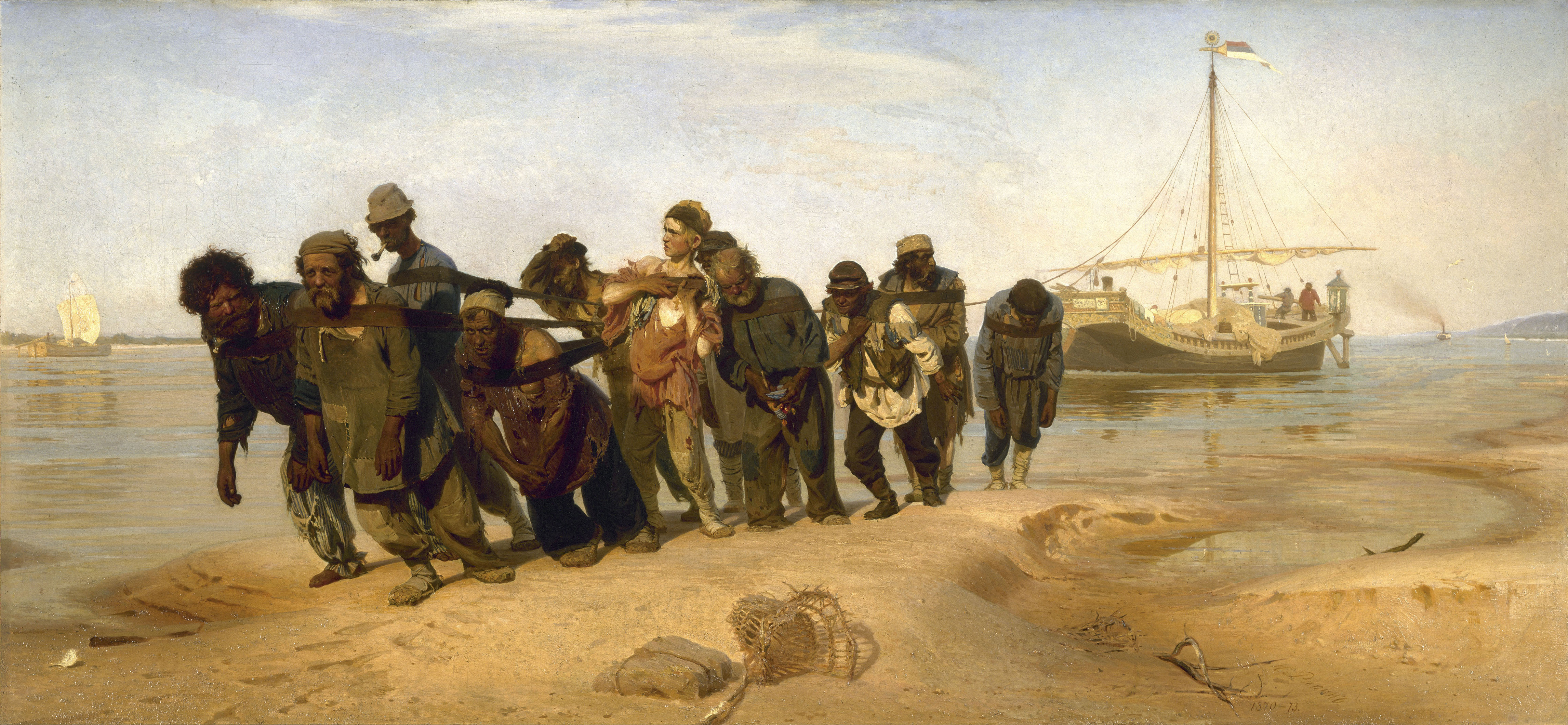
Els sirgadors del Volga, d'Ilià Repin (1870-1873)
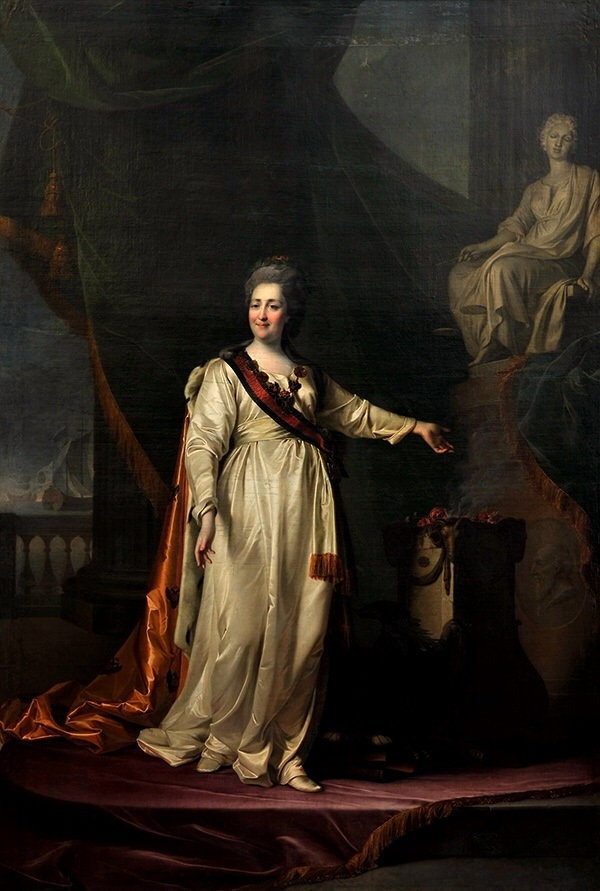
Retrat de Caterina II, de Dmitri Levitski (1783)
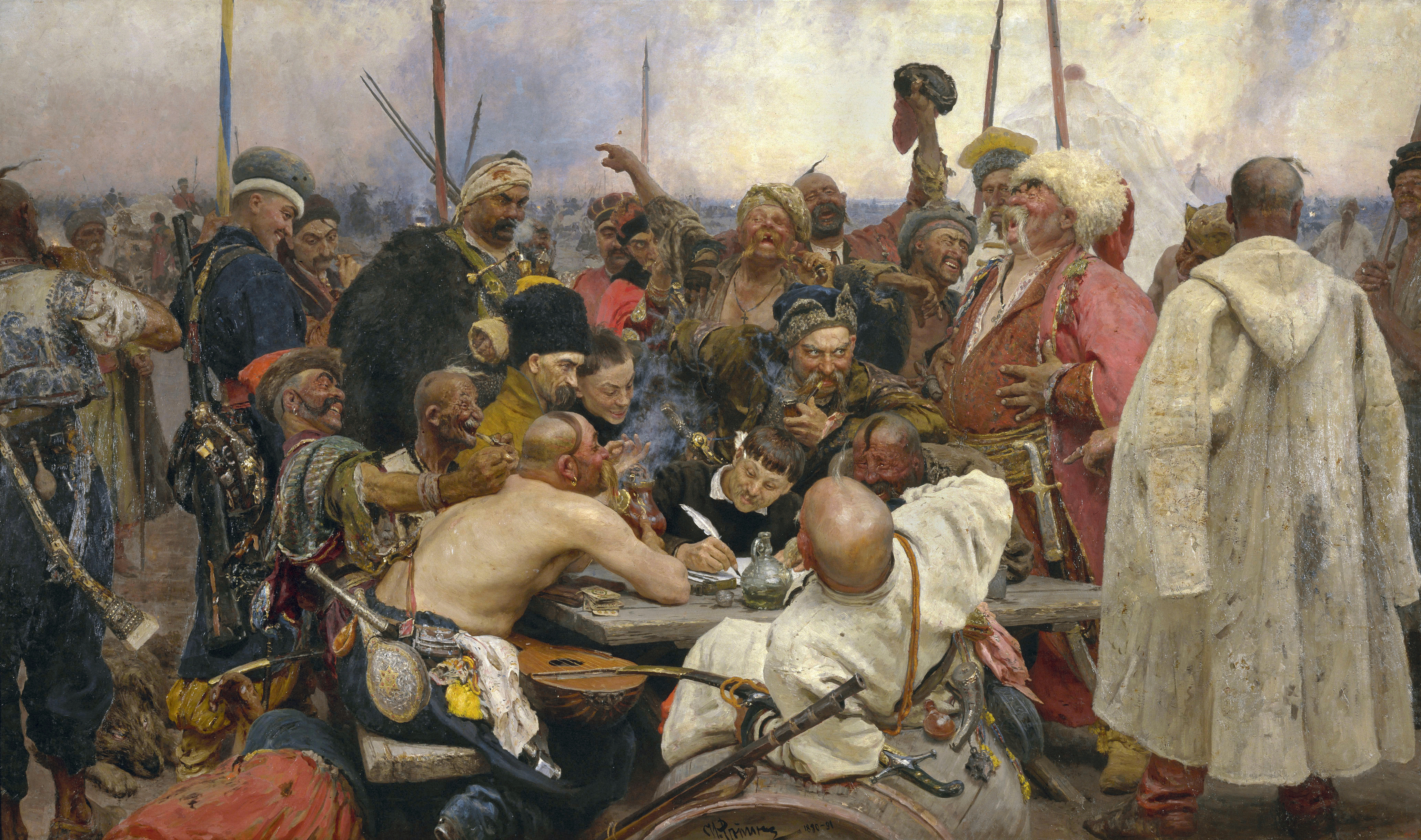
Cosacs zaporoges escrivint una carta al Sultà, d'Ilià Repin (1880-1891)
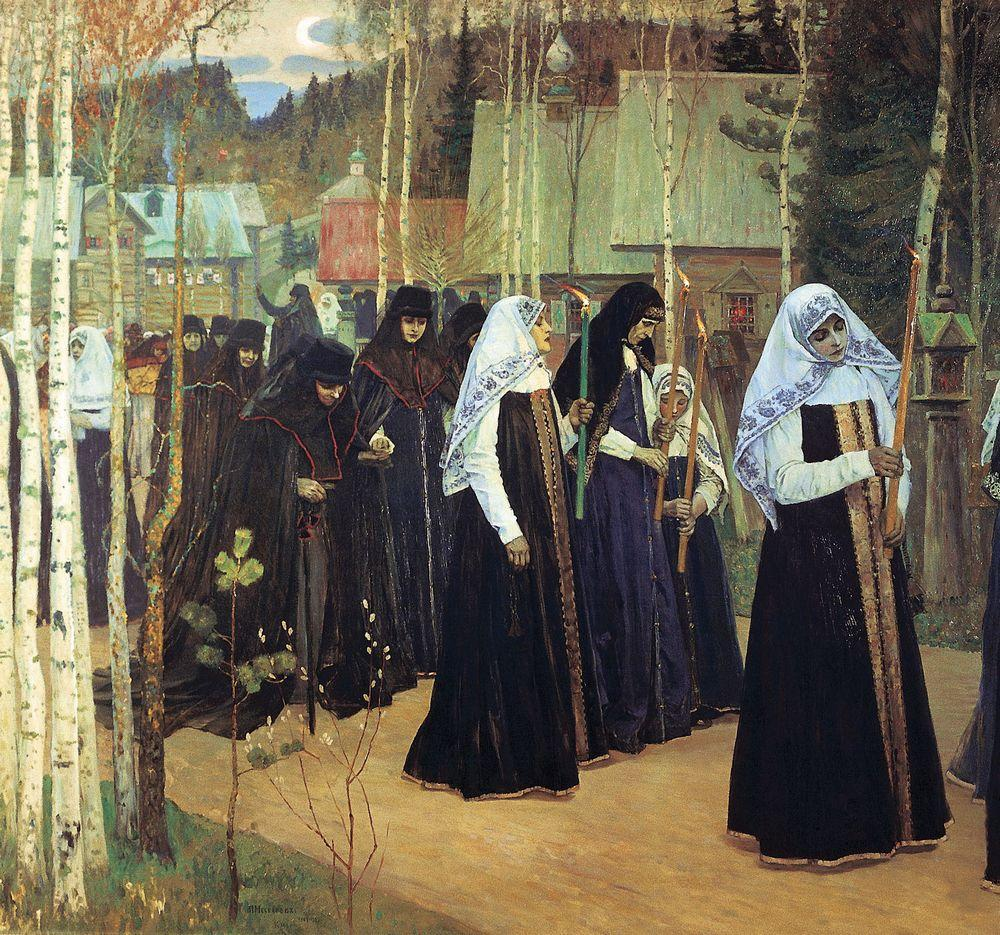
La presa del vel, de Mikhaïl Nèsterov (1897 - 1898)
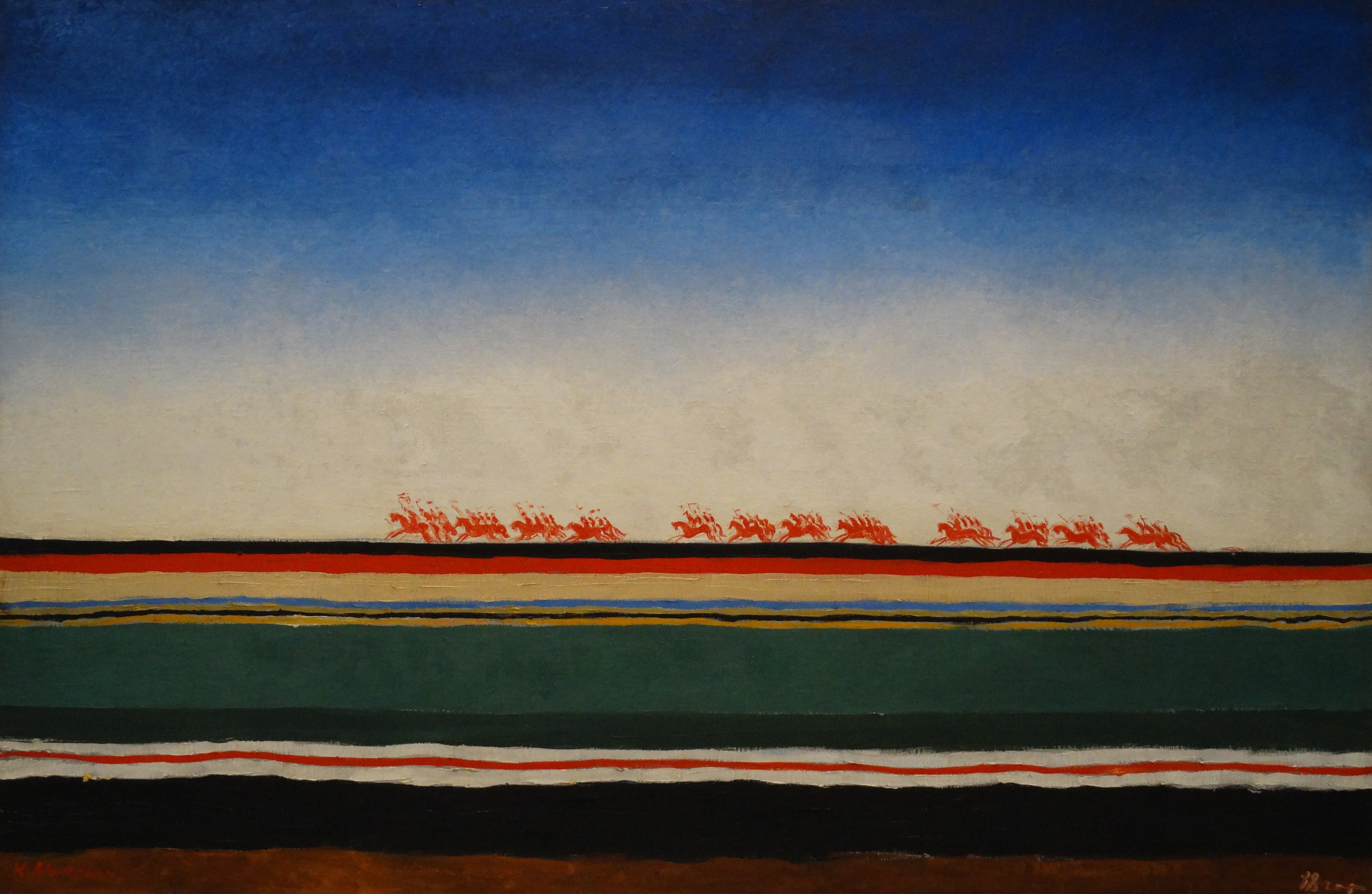
La càrrega de la cavalleria roja, de Kazimir Malévitx (1928 - 1932)
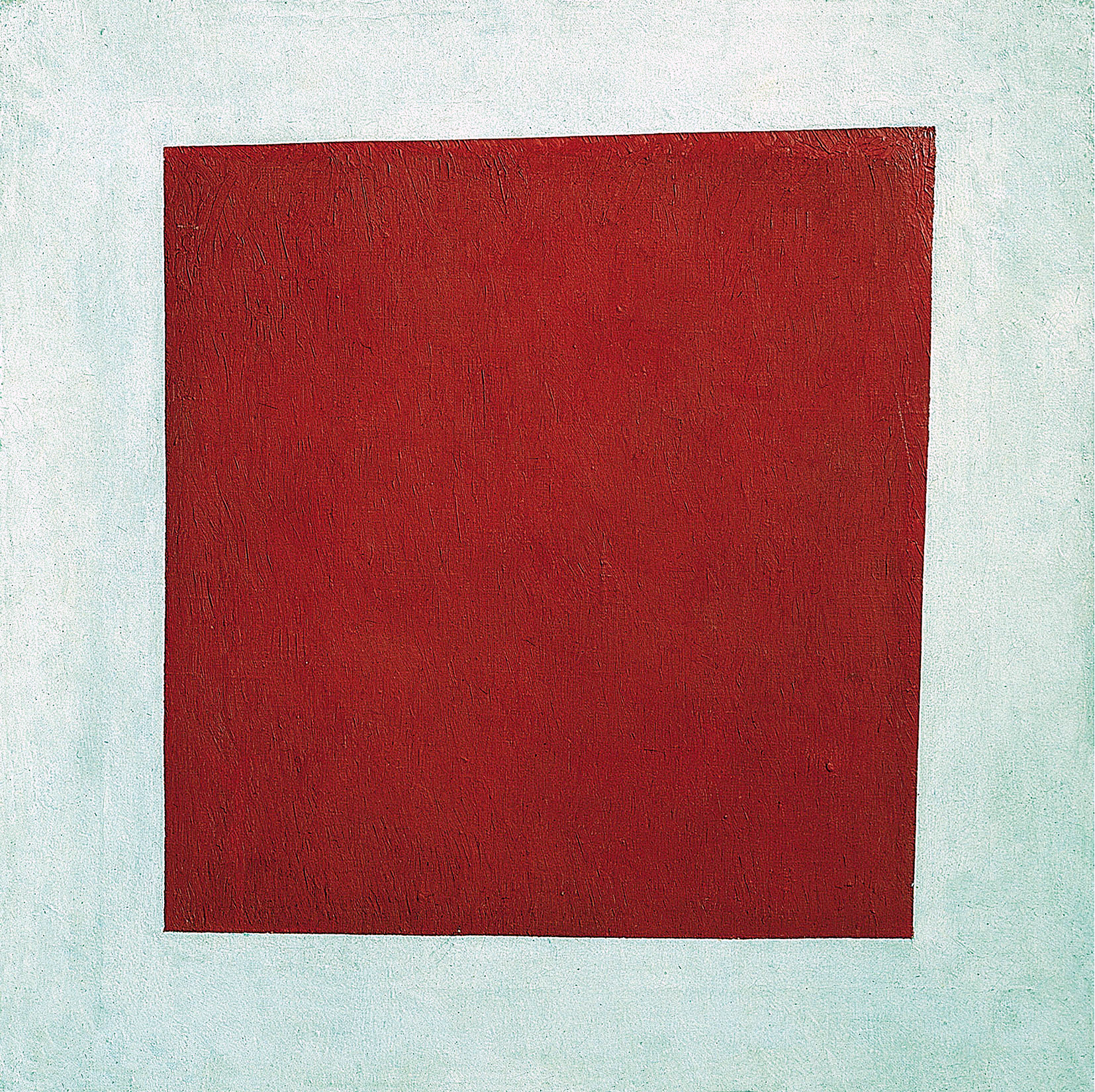
Quadrat vermell de Kazimir Malévitx (1915)